# Granice (województwo mazowieckie)
Granice – wieś w Polsce położona w województwie mazowieckim, w powiecie sochaczewskim, w gminie Teresin.
Na terenie wsi utworzono dwa sołectwa: Granice i Granice Osiedle. W 2023 sołectwa te liczyły odpowiednio 308 i 796 mieszkańców.
Wieś szlachecka położona była w drugiej połowie XVI wieku w powiecie sochaczewskim ziemi sochaczewskiej województwa rawskiego. W latach 1975–1998 miejscowość administracyjnie należała do województwa skierniewickiego.